# Dionüszodórosz
Dionüszodórosz (I. e. 5. század) görög szofista, Euthüdémosz testvére volt.

## Élete
Dionüszodórosz Platón Euthüdémosz című dialógusának egyik szereplője,  a címben szereplő szofista hasonló foglalkozású fivére. A mű cselekménye I. e. 421 és I. e. 415 között játszódik.
Szókratész úgy mutatja be őket, hogy Híoszról származnak, majd áttelepültek Thurioiba, ahonnan el kellett menekülniük. Először hadi művészeteket, majd szónoklatot és bíróságibeszéd-írást tanítottak, most pedig az erényre oktatnak. „Kiművelték magukat a küzdelemnek abban a fajtájában is, amelyet eddig nem űztek, úgyhogy senki se tudna megmérkőzni velük, olyan ügyesek lettek a szóharcban és abban, hogy az éppen elhangzó beszédet – akár hamis az, akár igaz, egyaránt – megcáfolják”, mondja Szókratész barátjának, Kritónnak (272 a). Platón Euthüdémoszt és Dionüszodóroszt úgy mutatja be, mint olyan vitatkozókat, akik a nyilvánvalóan értelmetlen érvektől sem riadnak vissza annak érdekében, hogy nevetségessé tegyék beszélgetőtársukat.
Dionüszodürosz megjelenik Xenophón Emlékeim Szókratészról című munkájában is. A harmadik könyv első fejezete azzal kezdődik, hogy Dionüszodórosz feltűnik Athénban, és azt hirdeti, bárkit megtanít a hadvezéri mesterségre.